# Франсіско де Отеро-і-Коссіо
Франсіско де Отеро-і-Коссіо (ісп. Francisco de Otero y Cossío; 12 квітня 1640 — 29 листопада 1715) — іспанський священик, архієпископ, прокурор Святої Інквізиції, колоніальний чиновник, виконував обов'язки президента Королівської авдієнсії Санта-Фе-де-Боготи під час відрядження Дієго де Кордоби до Картахени-де-Індіас.